# 2D trolibusz (Debrecen)
A debreceni 2D jelzésű trolibusz a Segner tér – Nagyállomás – Dobozi lakótelep – Nagyállomás – Segner tér útvonalon közlekedett 2010. július 12. és 2011. március 31. között. A viszonylatot a Debreceni Közlekedési Zrt. üzemeltette.

## Útvonala
| Segner tér ► Dobozi lakótelep ► Segner tér |
| --- |
| Segner tér vá. – Nyugati utca – Külsővásártér – Erzsébet utca – Petőfi tér – Wesselényi utca – Hajnal utca – Munkácsy Mihály utca – Víztorony utca – Dobozi lakótelep vá. – Víztorony utca – Ótemető utca – Benedek Elek tér – Hajnal utca – Wesselényi utca – Petőfi tér – Erzsébet utca – Külsővásártér – Nyugati utca – Segner tér vá. |